# Animatisme
Animatisme var tidligere et begreb der blev benyttet inden for religionshistorie. Det blev set som et forstadie til animisme; De forskellige stadier skulle vise hvordan primitiv religion udviklede sig evolutionært. Animatisme blev også kaldt for præanimisme. Ideen gik ud på, at der var et tidligt primitivt religiøst stade hvor man forestillede sig, at alt usædvanligt (i naturen) havde en form for iboende sjælekraft. Teorien om animatisme og animisme som tidlige udviklingsstadier i religion bliver i dag betragtet som forældet.